# 锈毛蛇葡萄
锈毛蛇葡萄（学名：Ampelopsis heterophylla var. vestita）为葡萄科蛇葡萄属下的一个变种。

## 扩展阅读
- 維基物種上的相關：锈毛蛇葡萄